# ホーチミン証券取引所
ホーチミン証券取引所（ホーチミンしょうけんとりひきじょ、Ho Chi Minh City Securities Trading Center，HoSTC、ベトナム語：Sở Giao dịch Chứng khoán Thành phố Hồ Chí Minh / 所交易證券城庯胡志明）は、ベトナムのホーチミン市1区のBến Chương Dương通り沿いにある、同国最大の証券取引所。

## 歴史
- 2000年7月20日に設立。同年同月28日に取引を開始。当初はrefrigeration Electrical Engineering Joint Stock Corporation (REE、リー冷蔵電気工業)とSaigon Cable and Telecommunication Material Joint Stock Company (SACOM、サコム通信ケーブル)の2社のみが上場していた。
- 2005年7月に同国2番目のハノイ証券取引所が設立。
- 2006年には上場認可を持つ会社が13社あった。
- 2007年8月8日にHo Chi Minh City Securities Trading Center（HoSTC）からHo Chi Minh Stock Exchange (HOSE)に改称された。